# Non entrate in quella casa
Non entrate in quella casa (Prom Night) è un film del 1980 diretto da Paul Lynch, con protagonisti Leslie Nielsen e Jamie Lee Curtis.
Il film ha avuto tre seguiti nei successivi dieci anni e un remake nel 2008, Che la fine abbia inizio.
L'edizione home video è stata distribuita anche con il titolo Prom Night - Non entrate in quella casa.

## Trama
1974. Gli undicenni Wendy Richards, Jude Cunningham, Kelly Lynch e Nick McBride giocano all'assassino (un gioco simile a nascondino) in un convento abbandonato. Quando Robin Hammond, 10 anni, cerca di unirsi a loro, il gruppo inizia a prenderla in giro, ripetendo la frase: "Uccidi!"; spaventata, Robin cade accidentalmente all'indietro da una finestra del secondo piano, morendo quando la trave della finestra le cade addosso e i vetri le tagliano la gola. I ragazzini fanno un patto per non raccontare a nessuno quello che è successo e mantenere segreto l'incidente. Proprio in quel momento, si intravede l'ombra di una persona che ha assistito alla morte di Robin.
1980. La famiglia di Robin assiste al suo memoriale nell'anniversario della sua morte. Alex, il fratello gemello di Robin, e la sorella maggiore Kim si stanno preparando per il ballo di fine anno scolastico che si terrà quella sera. Intanto, Kelly, Jude e Wendy iniziano a ricevere telefonate anonime. 
Kim e Nick ora si frequentano e hanno in programma di frequentare il ballo di fine anno insieme, mentre Jude viene invitata dallo sciocco burlone Seymour "Slick" Crane, che incontra per caso. Kelly andrà al ballo con Drew, il suo ragazzo. Wendy, l'ex ragazza di Nick, chiede al bullo della scuola Lou di andare al ballo con l'unico scopo di mettere in imbarazzo Nick e la sua rivale Kim. Nello spogliatoio dopo la lezione di ginnastica, Kim e Kelly scoprono lo specchio dello spogliatoio incrinato con un frammento mancante. Più tardi, Wendy, Jude e Kelly trovano le loro foto dell'annuario pugnalate con un pezzo di vetro. Nel frattempo, il padre di Kim e Alex (anche il preside della scuola) viene a sapere che il molestatore sessuale accusato della morte di Robin è scappato da una struttura psichiatrica. Il tenente McBride, il padre di Nick, indaga sulla sua scomparsa.
Durante il ballo di fine anno, Kelly e Drew si baciano nello spogliatoio, ma Kelly si rifiuta di fare sesso e Drew se la lascia da sola. Mentre Kelly si veste, una figura non identificata che indossa un passamontagna e abiti completamente neri si avvicina a lei e la uccide tagliandole la gola con un frammento di specchio. Jude e Slick fanno sesso e fumano marijuana in un furgone parcheggiato fuori dal cortile della scuola. Vengono attaccati dall'assassino mascherato, che uccide Jude segandole la gola. Slick lotta con l'assassino, che salta fuori dal veicolo prima che Slick muoia cadendo da un dirupo mentre il furgone esplode a causa dell'impatto. Intanto, McBride viene informato che il maniaco accusato della morte di Robin è stato catturato.
Ora brandendo un'ascia, l'assassino insegue Wendy attraverso la scuola. Evitando l'assassino più volte, quando scopre il corpo di Kelly in un ripostiglio si mette ad urlare e viene uccisa. Il bidello della scuola alcolizzato, Sykes, assiste all'omicidio di Wendy e tenta di avvisare il personale della scuola, ma viene ignorato poiché ritenuto ubriaco. Nel frattempo, Kim e Nick si preparano per essere incoronati re e reginetta del ballo, ma Lou e i suoi tirapiedi legano Nick e Lou prende la sua corona. Scambiandolo per Nick, l'assassino si avvicina a Lou da dietro e lo decapita. La testa mozzata di Lou rotola sulla pista da ballo, facendo fuggire gli studenti.
Kim trova Nick e lo libera. Mentre i due si preparano a scappare, si confrontano con l'assassino, che attacca Nick ma non Kim. Nella colluttazione che ne segue, Kim colpisce la testa dell'assassino con l'ascia, ma questi riesce a scappare. Intanto, fuori dalla scuola è arrivata la polizia; l'assassino crolla e si scopre che è Alex, il quale spiega a Kim di aver assistito alla morte della sorella e che i responsabili erano Jude, Kelly, Wendy e Nick. Grida il nome di Robin prima di morire tra le sue braccia. Kim piange per la morte di un altro fratello.

## Produzione
Nel documentario del 2006 Going to Pieces: The Rise and Fall of the Slasher Film, il regista Paul Lynch ha detto di aver avuto difficoltà a ottenere il finanziamento finché Jamie Lee Curtis non firmò. Una volta che il film venne girato, la Paramount Pictures espresse interesse nel distribuirlo, con la proposta di proiettarlo in trecento cinema, mentre la Avco Embassy Pictures offrì di proiettarlo in milleduecento cinema. La distribuzione fu quindi affidata alla Avco. La Paramount distribuì invece un altro celebre film slasher, Venerdì 13.
Il film è costato circa 1.600.000 dollari canadesi e ha incassato, solo negli USA, 15 milioni di dollari.
Fu filmato a Toronto dal 7 agosto 1979 al 13 settembre 1979, al Don Mills Collegiate.

## Distribuzione
In Italia il film uscì nell'estate del 1981.

## Sequel e remake
Il film ebbe tre sequel solo nominali che hanno ognuno storie completamente (o quasi) disgiunte dagli altri film della serie. Nel 2008 il film ha anche avuto un remake, Che la fine abbia inizio.
- Prom Night II - Il ritorno (Hello Mary Lou: Prom Night II) (1987)
- Prom Night III - L'ultimo bacio (Prom Night III: The Last Kiss) (1990)
- Discesa all'Inferno (Prom Night IV: Deliver Us from Evil) (1992)
- Che la fine abbia inizio (Prom Night) (2008)